# 春牟古丹島

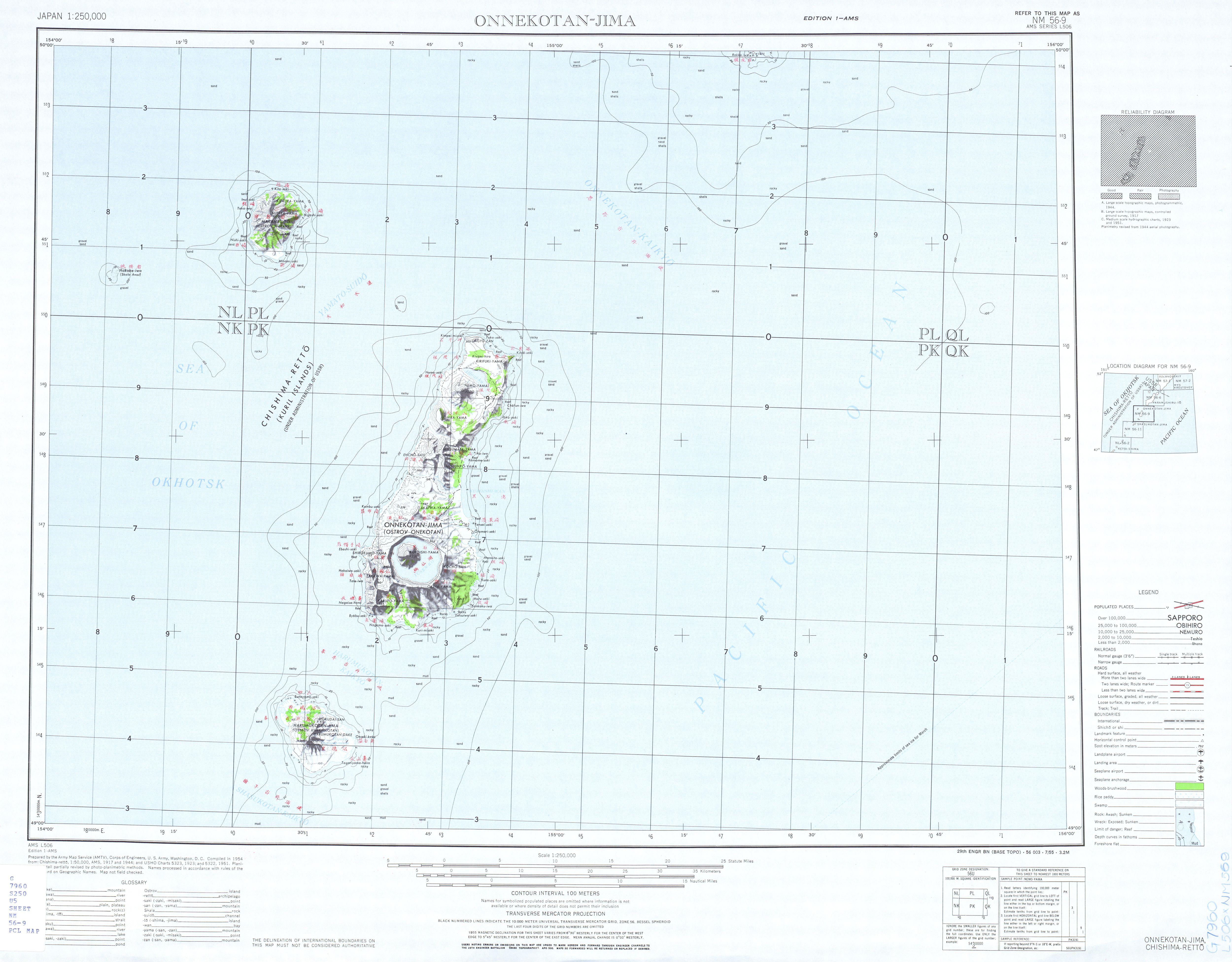
昭和29年の磨勘留島・温禰古丹島・春牟古丹島

春牟古丹島（はりむこたんとう／はるむこたんとう）は千島列島の中部にある島。ロシア名はハリムコタン島 (о. Харимкотан)、英語表記はKharimkotan。

## 地理
温禰古丹島（おんねこたんとう）の南西、捨子古丹島の北東の、中間やや前者寄りにある、長さ約 13 キロメートル、幅 8 キロメートルの北西方を頂点とした三角形の火山島である。
中央部には海抜 1,157 メートルの成層火山である春牟古丹岳（はりむこたんだけ、ロシア名：セヴェルギナ山 влк.Севергина）が聳えており、有史以来度々爆発、噴火している。噴火は18世紀から確認されており、資料として残る情報に基づく最後に噴火した記録は1933年である。この噴火では山頂が吹き飛ばされ、温禰古丹島や幌筵島に火山灰や津波が押し寄せる程の規模であった。また、この噴火で幌筵島東岸の摺鉢湾付近の鱈漁舎が流失し越年者の妻子2人の死亡が確認されている。
この津波の実態については、宮武克巳による1934年の報告が詳しい。それによれば、温禰古丹島の西岸の天龍湾猟舎（海面からの距離200ｍ、海抜7m）において農林省漁猟夫の伊藤隆一が1月8日午前5時頃に津波に襲われ、溺死寸前で避難し同猟舎の屋根で踝までの高さの津波を経験したとのことである。さらに、同島の南岸の栗岬の海面から20mの猟舎と西岸丸川の海面から5.5mの猟舎がそれぞれ津波によって流失したこと、北西端の根茂湾での津波の高さが４，５mと考えられ、一方の東側海岸には津波のあとは認められなかったとのことが報告されている。
北西部は山岳が低くなっていて数個の沼があり、北隅にある小さな湾の奥は砂浜である。また湾口の東端は丸崎と呼ばれる海抜 150 メートルの高台となっている。この岬の端には平瀬と呼ばれており、養狐番舎が建てられていた。
島の丘陵部には花が咲いており、高山植物であるイワブクロは海岸から咲いている。

## 歴史
かつて、アイヌはオオウバユリといった食用の野草を採りに訪れており、島の北西には穴居の跡があったという。
- 1700年（元禄13年）、元禄国絵図のため松前藩が幕府に呈上した松前島郷帳に、「はるたまこたん」の名が見られる。
- 1812年（文化2年）9月24日、薩摩の永寿丸漂流民、喜三左衛門ら6名が漂着。そのうち3名は春牟古丹島で病死した。
- 1855年（安政元年）、日露通好条約によりロシア領となる。
- 1875年（明治8年）、樺太・千島交換条約により日本領になる。

当時は行政上北海道根室支庁占守郡に属していた。1945年以前には定住者はおらず、わずかに養狐事業で農林省から派遣された島守が越年舎で生活するのみであった。
現在はロシア連邦が実効支配しているが、日本政府は、国際法上は帰属未定であると主張している。第二次世界大戦終了後、サンフランシスコ講和条約によって日本は領有権を放棄している。

## 島名の由来
島の名前の由来は、アイヌ語の「ハリム・コタン（オオウバユリ・村→オオウバユリの多い所）」や「ハル・オマ・コタン（オオウバユリの鱗茎・そこにある・村→オオウバユリがそこにある村）」から。
この島の別名は加林古丹（かりんこたん）とも言い、由来は「カ・リン・ム・コタン（上・波＜泥流＞・這う・村→村の上を波＜泥流＞が這うように流れ下った村）」である。
元禄御国絵図には本島が「はるたまこたん」と表記されているが、これは「はるおまこたん」の間違いである。